# 데이터 이스트
주식회사 데이터 이스트(Data East Corporation, 株式会社データイースト)는 일본의 비디오 게임 개발사 및 전자공학 회사였다. 1976년 도쿄도 스기나미구에 설립됐으며, 총 150여 개의 게임들을 제작했다. 미국 지부로 캘리포니아주 산호세 데이터 이스트 USA(Data East USA)가 있었으며, 자사의 게임을 현지화하는 것 이외에 핀볼 기계들을 제작하고 배급했었다.
1990년대 말 경영 부진으로 규모를 축소하다가 1999년에 게임 개발 부서를 해체시켰고, 2003년 6월 25일 도쿄 법정에 파산을 신청해 최종적으로 폐쇄됐다.

## 역사
데이터 이스트는 1976년 4월 20일 도쿄대 졸업생 후쿠다 테츠오가 설립했다. 1977년 경영 목적으로 블랙잭 기반 메달 게임 《잭 롯》(Jack Lot)을 개발해 데이터 이스트 최초의 아케이드 게임을 출시했다. 그 후 1978년 1월에 출시된 《슈퍼 브레이크》을 시작으로 비디오 게임도 개발하기 시작했다. 1970년대 말까지 데이터 이스트는 15개 이상의 비디오 게임들을 시장에 출시했다.
창립자 후쿠다 테츠오는 2014년 2월 기준으로 의학 소프트웨어 개발회사를 운영하는 중이었다.

## 주요 캐릭터
- 카르노브
  - 입에서 불을 뿜는 대머리 중년 캐릭터로 동명의 게임의 주인공이지만 주요 악당이나 까메오 등 많은 게임에 등장하였다. 특히 파이터즈 히스토리에서는 최종보스로 등장하였다.
- 체르노브
  - 달리면서 빔을 쏘는 우주인으로 아토믹 런너 체르노브의 주인공이다. 텀블팝에서는 스테이지9에서는 부하 악당이었고 슈퍼 패미컴판 파이터즈 히스토리 - 미조구치 위기일발에서는 최종보스로 등장하였다. 죠앤맥 리턴즈에서는 점수아이템에도 등장했다.
- 미조구치 마코토
  - 파이터즈 히스토리의 등장인물로 일본 공수도 격투가. 연령은 28세이지만 10년동안 유급한 고등학생이다. 미조구치 위기일발 편에서는 주인공이 된다. 수호연무에서도 참전 했으며 죠앤맥 리턴즈에서는 파이널 스테이지 2라운드의 부하악당이 된다. 데이터 이스트가 파산한 후에는 더 킹 오브 파이터즈 맥시멈 임팩트 A에서도 참전하였다.
- 류영미
  - 파이터즈 히스토리  - 카르노브의 복수에 처음 등장한 이래 미조구치 마코토나 카르노브처럼 여러 게임에 출연하고 있다. 유리 사카자키처럼 도복에 팬티스타킹 차림의 여성으로 대한민국 사람이다.
- 매드 사이언티스트
  - 세상을 정복하려는 매드 사이언티스트. 텀블팝, 다이어트 고! 고! , 죠앤맥 리턴즈의 최종보스로 등장하였다.

## 같이 보기
- 데이터 이스트가 발매한 게임 목록